# Métastase ganglionnaire
La métastase ganglionnaire est l'extension d'un cancer au niveau d'un ganglion lymphatique. Les ganglions lymphatiques  servent de composants essentiels du système immunitaire des mammifères, fonctionnant comme une barrière contre la dissémination systémique des agents pathogènes tout en facilitant l'induction et la maturation de réponses immunitaires spécifiques et en servant de plaques tournantes centrales qui orchestrent les interactions entre les populations de cellules immunitaires . Les cellules tumorales peuvent détourner le système lymphatique pour faciliter leur dissémination métastatique dans tout le corps, tout comme les voleurs utilisent les conduits de ventilation pour se déplacer dans différentes pièces d'un bâtiment, et les ganglions lymphatiques servent de plaques tournantes majeures pour la croissance cellulaire métastatique, la dissémination secondaire vers d'autres compartiments tissulaires. et la modulation des réponses immunitaires antitumorales . Les métastases ganglionnaires sont donc une considération clé lors de l'évaluation des patients atteints de cancer, car elles ont des implications majeures sur le stade de la maladie, la prise en charge clinique et les résultats pronostiques. Les progrès récents dans les technologies médicales et la recherche axée sur les métastases ganglionnaires ont permis une détection et un traitement plus efficaces des métastases ganglionnaires.

## Anatomie et physiologie d'un ganglion lymphatique

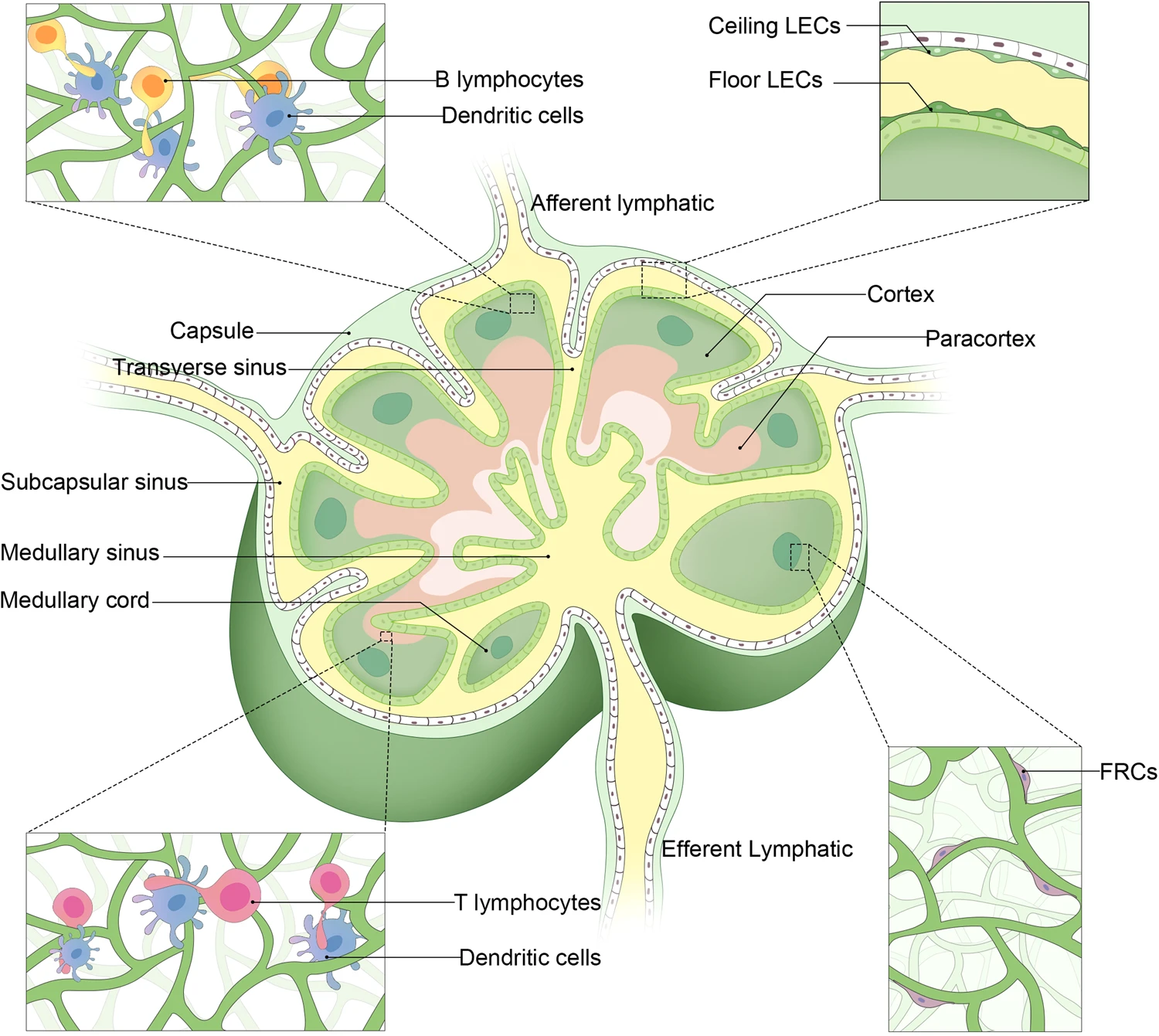
Localisation des cellules dans les ganglions lymphatiques

En tant que plaques tournantes centrales pour l'induction de l'immunité adaptative, les ganglions lymphatiques individuels drainent la lymphe contenant des informations locales provenant des tissus qui s'écoulent via des vaisseaux lymphatiques collecteurs des tissus et organes proximaux . Le corps humain contient environ 500 à 600 ganglions lymphatiques qui sont entourés de tissu conjonctif dense et associés à des nerfs, des vaisseaux lymphatiques et des vaisseaux sanguins , bon nombre de ces ganglions lymphatiques se présentant en grappes concentrées trouvées dans des emplacements anatomiques spécifiques ,.
Les vaisseaux lymphatiques afférents acheminent la lymphe vers les ganglions lymphatiques. Chaque ganglion lymphatique est composé d'une série complexe de sinus lymphatiques associés à un parenchyme organisé constitué de fibres réticulaires, de cellules réticulaires fibroblastiques, d'un système vasculaire spécialisé et d'une gamme de populations de cellules immunitaires. Une capsule fibreuse entoure la couche externe de chaque ganglion lymphatique et des projections de tissu conjonctif rayonnant à partir de cette capsule, appelées trabécules, s'étendent dans le nœud.
Les sinus trabéculaires séparent les ganglions lymphatiques humains en plusieurs compartiments, qui sont associés à l'ouverture de chaque vaisseau lymphatique afférent, ou de chacune de ses branches terminales, dans le sinus sous-capsulaire . L'intégralité du cortex et du paracortex sont recouverts par le sinus sous-capsulaire et des cellules endothéliales lymphatiques tapissent chaque sinus, formant une barrière entre la lymphe et le compartiment parenchymateux. Les sinus trabéculaires relient les sinus médullaires et sous-capsulaires, avec des connexions directes entre ces deux derniers sinus se formant également aux marges de chaque ganglion lymphatique . Après avoir traversé les sinus médullaires, la lymphe passe dans les vaisseaux lymphatiques efférents . Les macrophages, cellules B, et les plasmocytes producteurs d'anticorps sont présents dans les cordons médulaires  ainsi que les sinus médullaires, constituent la couche médullaire des ganglions lymphatiques . Dans le cortex, les cellules dendritiques folliculaires présentatrices d'antigène associées aux follicules germinaux peuvent activer les cellules B naïves, tandis que dans la zone des cellules T paracorticales, les cellules dendritiques folliculaires présentatrices d’antigène favorisent l’activation naïve des cellules T .
Les lymphocytes circulant dans le sang pénètrent dans les ganglions lymphatiques par des vaisseaux sanguins cuboïdes spécialisés appelés veinules à endothélium épais, qui présentent une grande surface et sont constitués de cellules endothéliales sanguines spécialisées . Ces veinules à endothélium épais se trouvent dans la zone corticale extrafolliculaire et s'étendent dans le paracortex périphérique avant de passer aux veinules standards lors de leur entrée dans les cordons médullaires . Les cellules endothéliales des veinules à endothélium épais expriment une gamme de molécules d'adhésion qui améliorent les taux de capture des lymphocytes entrant dans le ganglion lymphatique associé, y compris CD34, podocalyxine, endomucine, nepmucine et 6-sulfo Sialyl-Lewis X .
Les cellules réticulaires fibroblastiques sont des fibroblastes lymphoïdes spécialisés qui forment le cadre structurel d'un échafaudage qui définit des niches de cellules immunitaires microenvironnementales spécifiques au sein des ganglions lymphatiques .10 Ces cellules réticulaires fibroblastiques peuvent sécréter une gamme de protéines de la matrice extracellulaire et former un système de réseau de conduits tridimensionnel , qui agit comme pipeline pour surveiller l'état des tissus périphériques drainant les fluides tout en exportant des anticorps et d'autres molécules produites dans le compartiment lymphoïde local . Les cellules réticulaires fibroblastiques peuvent être classés en sous-types fonctionnellement distincts localisés sur des endroits spécifiques au sein des ganglions lymphatiques : les cellules réticulaires fibroblastiques de la zone des cellules T, les cellules dendritiques folliculaires, les cellules réticulaires marginales et les cellules réticulaires fibroblastiques médullaires, qui expriment toutes une gamme de ligands, de chimiokines et autres cytokines importantes pour le maintien de l'homéostasie du ganglion lymphatique .

## Mécanismes moléculaires des métastases ganglionnaires

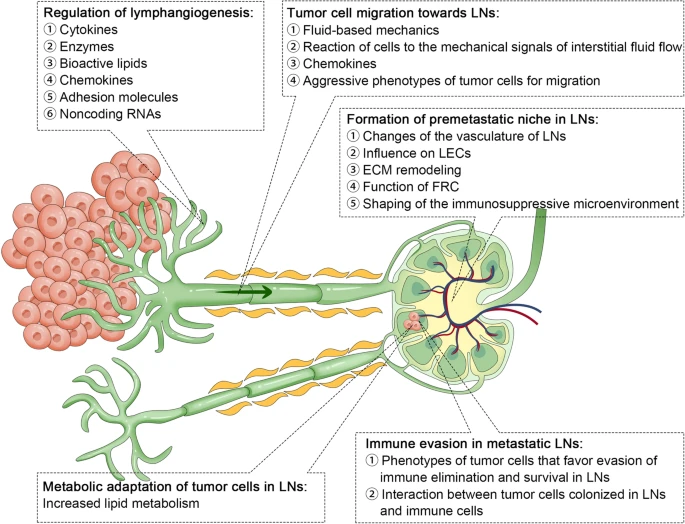
Mécanismes moléculaires des métastases ganglionnaires

La dissémination lymphatique a été documentée pour une myriade de types de cancer   et des  études mécanistiques ont fourni un aperçu détaillé des bases mécanistiques de la métastase ganglionnaire . La capacité des cellules tumorales à migrer vers et envahir les ganglions lymphatiques est souvent associé à l’expression de protéines réceptrices et de cytokines particulières, aboutissant finalement à l’évasion et/ou à la suppression de la fonction immunitaire normale, de sorte que ces cellules malignes puissent prospérer dans le microenvironnement des ganglions lymphatiques .

### Migration des cellules tumorales vers les ganglions lymphatiques
La dynamique des fluides joue un rôle important dans l’initiation des métastases ganglionnaires. Les vaisseaux sanguins présents sont généralement anormalement perméables et présentent un flux sanguin aberrant tel que le plasma s'accumule de manière persistante dans les sites extracellulaires et n'est pas efficacement drainé en raison de la compression des vaisseaux lymphatiques locaux par la tumeur en croissance. Cela se traduit par une augmentation prononcée de la pression du liquide interstitiel intratumoral , formant un gradient de pression qui favorise l'écoulement du liquide interstitiel des tumeurs à travers le stroma environnant et vers les zones de pression inférieure, permettant ainsi aux cellules tumorales et aux composés dérivés de la tumeur pour accéder plus facilement aux ganglions lymphatiques .
Grâce à l'établissement d'un modèle mathématique correspondant, des chercheurs ont postulé que ce gradient de  pression du liquide interstitiel dans la marge tumorale, plutôt qu'une pression du liquide interstitiel intratumoral élevé seul, est responsable de la détermination du taux d'entrée des cellules tumorales dans le système lymphatique environnant et l’induction associée de l’activité angiogénique . À l'appui d'un tel modèle, des études d'imagerie par résonance magnétique dynamiques avec contraste amélioré ont réaffirmé que des pressions du liquide interstitiel plus élevés sont détectables dans les tumeurs primaires des souris positives pour la progression métastatique par rapport aux souris sans de telles métastases, comme cela a été confirmé. chez les patientes atteintes d'un cancer du col de l'utérus avec envahissement des ganglions pelviens .
Cependant, il manque actuellement des données expérimentales directes démontrant de manière concluante le rôle de ce gradient de pression en tant que facteur de métastase ganglionnaire. De plus, à mesure que la vitesse d’écoulement et la contrainte de cisaillement associée augmentent, les cellules peuvent être plus sujettes à l’arrêt de la croissance, à la fragmentation et à la mort. Malgré cela, les niveaux inférieurs de contrainte de cisaillement auxquels les cellules tumorales sont exposées dans le système lymphatique, par rapport aux vitesses d'écoulement plus élevées évidentes dans les vaisseaux sanguins, sont propices à la survie de ces cellules malignes et à leur invasion ultérieure des ganglions lymphatiques .
Une métastase ganglionnaire peut également être induit et régulé par les réponses des cellules tumorales et d’autres cellules du microenvironnement local aux signaux mécaniques liés au flux de fluide interstitiel. En effet, il existe des preuves solides de la capacité du flux de liquide interstitiel à améliorer l’invasion des cellules de gliome via l’axe de signalisation CXCR4/CXCL12 . Le flux de liquide interstitiel peut également contrôler la migration amiboïde des cellules du cancer du sein , et les gradients transcellulaires du ligand CCR7 pourraient être façonné. par ce flux interstitiel, favorisant ainsi l'activité migratoire des cellules tumorales vers le ganglion associé . Le flux interstitiel peut également favoriser la polarisation des macrophages M2 et permettre à ces cellules de voyager à contre-courant pour accéder aux tumeurs, contribuant ainsi à la progression métastatique .
Les chimiokines sont également des médiateurs essentiels de la capacité des cellules tumorales à migrer vers les ganglions. La régulation positive de CCL21 dans les cellules endothéliales lymphatiques peut, par exemple, permettre aux cellules tumorales exprimant CCR7 de migrer plus facilement vers les vaisseaux lymphatiques . Le facteur de nécrose tumorale, l'interleukine 1 β et les lipopolysaccharides peuvent induire la régulation positive de CCL1, présent dans les sinus lymphatiques. dans les ganglions mais absents dans le système lymphatique périphérique, fournissant un gradient qui permet aux cellules tumorales de migrer vers les cellules endothéliales lymphatiques .25 Les cellules endothéliales lymphatiques expriment également divers autres ligands de chimiokines, notamment CXCL10, CXCL12, CXCL1 et CCL5, qui se lient respectivement à CXCR3, CXCR4, CXCR2 et CCR5, façonnant ainsi la migration des cellules tumorales à travers les vaisseaux lymphatiques vers les ganglions .
Les cellules tumorales peuvent aussi adopter des caractéristiques plus agressives propices à la migration vers le ganglion. Le processus de transition épithélio-mésenchymateuse  entraîne la perte de caractéristiques épithéliales et adopte un degré élevé de différenciation par les cellules tumorales, qui s'adaptent à la place aux phénotypes mésenchymateux invasifs et migrateurs, permettant à ces cellules de migrer et de se disséminer plus facilement. loin du site tumoral primaire . De nombreux facteurs différents pouvant induire ce processus de transition épithélio-mésenchymateuse  ont été identifiés et s'est révélé être étroitement lié à la formation de métastase ganglionnaire. Le facteur de choc thermique 1 (HSF1), par exemple, favorise la régulation positive du facteur de liaison lymphoïde 1 (LEF1) pour piloter l'induction de la transition épithélio-mésenchymateuse et du ganglion métastatique .
La protein arginine N-methyltransferase 5 peut également induire la transition épithélio-mésenchymateuse et du ganglion métastatique via la modulation de la voie de signalisation Wnt4/β-caténine .

### Régulation de la lymphangiogenèse
Le processus de lymphangiogenèse est étroitement associé à la formation de nouveaux vaisseaux lymphatiques dans les ganglions lymphatiques sentinelles, qui en fin de compte favorisant la propagation des tumeurs métastatiques. L'amélioration de l'activité lymphangiogénique est donc cruciale pour la dissémination efficace des cellules tumorales dans les LN, et de nombreux facteurs liés à la lymphangiogenèse se sont révélés importants dans le contexte de la métastase ganglionnaire.
Le facteur de croissance de l’endothélium vasculaire (VEGF)-C et le VEGF-D jouent un rôle clé dans la régulation de la lymphangiogenèse. Le VEGF-C/D dérivé de cellules cancéreuses active son récepteur, le récepteur du facteur de croissance endothélial vasculaire (VEGFR)-3 présent sur les cellules endothéliales lymphatiques , pour activer une cascade de signalisation protéine kinase C/ERK qui déclenche finalement la phosphorylation de la protéine kinase ainsi que la prolifération et la migration de ceux-ci. Les  cellules endothéliales lymphatique, favorisant ainsi la lymphangiogenèse .
Plusieurs facteurs de croissance liés à la lymphangiogenèse et au ganglion métastatique ont été caractérisés à ce jour, notamment le facteur de croissance des fibroblastes (FGF)-2, qui peut se lier au récepteur à la surface des cellules endothéliales lymphatiques pour favoriser le développement des vaisseaux lymphatiques . Facteur de croissance dérivé des plaquettes peut de la même manière favoriser la croissance des vaisseaux en se liant aux récepteurs des cellules endothéliales lymphatiques .
L'interaction entre les interleukines et la lymphangiogenèse reflète l'influence des cellules immunitaires sur la formation du ganglion métastatique. L'interleukine 6 favorise la lymphangiogenèse dans le cancer gastrique via la voie de signalisation JAK-STAT3-VEGF-C . L'interleukine 7 peut favoriser le développement des vaisseaux lymphatiques dans les cancers du poumon et du sein en induisant la régulation positive du facteur de croissance de l’endothélium vasculaire . Dans le cancer du poumon non à petites cellules, l'interleukine 17 a également été associée à de moins bons résultats de survie des patients en raison de sa capacité à piloter la sécrétion de facteur de croissance de l’endothélium vasculaire-C et de la lymphangiogenèse . 
L'acide gras synthase est un coordinateur central du métabolisme lipidique qui est régulé positivement dans de nombreux cancers .57 Un lien entre l'expression de l'acide gras synthase et du facteur de croissance de l’endothélium vasculaire influençant probablement la perméabilité des vaisseaux lymphatiques a été noté dans le mélanome et le  cancer du col de l'utérus ,. L'axe de signalisation cyclooxygénase-2/prostaglandine E2/récepteur de la prostaglandine est également important, favorisant la lymphangiogenèse associée à la tumeur via induisant une régulation positive du facteur de croissance de l’endothélium vasculaire et de son récepteur dans le stroma tumoralqui peut être supprimée par le célécoxib, inhibiteur de la cyclooxygénase-2 .
La sphingosine 1-phosphate , qui est générée par la sphingosine kinase 1 , a en outre été établie comme médiateur de l'activité lymphangiogénique dans les systèmes modèles murins de métastases du cancer du sein .61 En se liant au récepteur de la sphingosine-1-phosphate exprimé à la surface des macrophages associées à la tumeur, le sphingosine-1-phosphate peut induire le développement des vaisseaux lymphatiques de manière dépendante des macrophages . L'acide lysophosphatidique est un autre lipide lié à la lymphangiogenèse induisant apparemment une régulation positive du facteur de croissance de l’endothélium vasculaire dans le cancer de la prostate par l'intermédiaire d'une calréticuline .
Enfin d'autres protéines peuvent influencer la  lymphangiogenèse : chimiokine , molécule d'adhésion cellulaire ,, et l'ARN non codant ,,.

### Formation de la niche prémétastatique dans le ganglion lymphatique
La formation de niches prémétastatiques est contrôlée par les effets coordonnés des cytokines, des chimiokines et des vésicules extracellulaires.